# Séléké Samake
Séléké Samake (* 5. Februar 1986) ist ein ehemaliger senegalesischer Leichtathlet, der sich auf den 110-Meter-Hürdenlauf spezialisiert hat.

## Sportliche Laufbahn
Erste internationale Erfahrungen sammelte Séléké Samake vermutlich im Jahr 2003, als er bei den Jugendweltmeisterschaften im kanadischen Sherbrooke im 400-Meter-Hürdenlauf im Halbfinale nicht ins Ziel kam. Anschließend siegte er bei den Juniorenafrikameisterschaften in Garoua in 14,50 s über 110 m Hürden und sicherte sich mit der senegalesischen 4-mal-400-Meter-Staffel in 3:15,44 min die Bronzemedaille. Im Jahr darauf schied er bei den Juniorenweltmeisterschaften in Grosseto mit 14,29 s in der Vorrunde über 110 m Hürden aus und verzichtete auf ein Antreten über 400 m Hürden. 2005 belegte er bei den erstmals ausgetragenen Islamic Solidarity Games in Mekka in 14,22 s den siebten Platz und im August schied er bei der Sommer-Universiade in Izmir mit 14,32 s und 50,80 s jeweils in der ersten Runde über 110 und 400 m Hürden aus. Zudem schied er mit der 4-mal-100-Meter-Staffel mit 41,42 s im Vorlauf aus. Anschließend siegte er bei den Juniorenafrikameisterschaften in Radés in 51,32 s über 400 m Hürden und gewann in 14,22 s die Silbermedaille über 110 m Hürden. Zudem gewann er mit der 4-mal-100-Meter-Staffel in 41,13 s die Silbermedaille und sicherte sich mit der 4-mal-400-Meter-Staffel in 3:14,43 min die Bronzemedaille. Im Dezember gelangte er dann bei den Spielen der Frankophonie in Niamey mit 14,26 s auf den vierten Platz über 110 m Hürden. 2006 belegte er bei den Afrikameisterschaften in Bambous in 14,55 s den siebten Platz über 110 m Hürden und 2016 beendete er seine aktive sportliche Karriere im Alter von 30 Jahren.
In den Jahren 2005 und 2006 wurde Samake senegalesischer Meister im 110-Meter-Hürdenlauf sowie 2005 auch über 400 m Hürden.

## Persönliche Bestleistungen
- 110 m Hürden: 13,92 s (+2,0 m/s), 19. Juni 2005 in Donnas
- 400 Meter: 51,25 s, 10. Juli 2005 in Dakar